# Civilidade
A civilidade é o respeito pelas normas de convívio entre os membros de uma sociedade organizada (diferente do civismo, que é o respeito pelas suas instituições e leis).
As normas de convívio são regras interiorizadas e aceites maioritariamente como requisitos da vida social. Elas integram quer os valores e princípios que orientam o comportamento individual, quer as normas de conduta que o disciplinam.

## Histórico

### Etimologia
Civil vem do latim civile, que designava o habitante da cidade, civitate. 

### Os primórdios da civilidade
Quando a humanidade se defrontou com ora o raciocínio, ora a inteligência, e ora, finalmente, a consciência do eu, foi necessário o respeito mútuo, inclusive o respeito pelo outro. Consequentemente, teve início a codificação de civilidade. Esta, à semelhança dos animais irracionais, baseava-se no respeito do inferior para com o superior, seja hierárquico seja sexual.

### O surgimento doscódigos de ética
Primeiramente, as normas e regras de convívio social e de conduta, foram impostas empiricamente, por tentativa e erro. O convívio social exigiu que, passadas de forma oral, estas, fossem seguidas e codificadas. Assim, o Homo sapiens, que é animal social, fez surgir uma organização disciplinadora do grupo e a noção de ser distingue-se da de ter.

### A intervenção nas relações humanas
O aumento da complexidade das relações humanas contribuiu para a prolefação de quebras de conduta. Estas, geradoras de conflito, eram repudiadas pelo grupo. Posto isto, surgiu uma codificação dual, entre certo e errado. As normas civis, que norteiam as civilização e o convívio em sociedade, seja na selva seja na cidade, asseguraram a sobrevivência e coesão do grupo.

### A codificação de condutas
Com o avançar do tempo e o desenvolvimento social, a vida em grupo passa a exigir uma organização formal que discipline a atividade dos indivíduos, proporcione condições de equilíbrio a suas relações e assegure  a distribuição e a posse de seus bens. Foi no direito romano que pela primeira vez as normas do convívio social se dissociaram das noções religiosas e formaram um complexo de leis codificado, de caráter prático e aplicação sistemática, esta baseada no respeito mútuo, pois o homem, por natureza, é moral, racional e social, e a lei facilita o desenvolvimento dessas qualidades inatas, e esta deve seguir à ética, e principalmente ao respeito a outrem. E assim sucessivamente.

## Os códigos morais
Sérgio Buarque de Holanda consagrou a expressão homem cordial discorrendo sobre cordialidade e  civilidade, atraso e modernidade, tradição e renovação, privado e público. Segundo ele, a definição de civilidade está relacionada à ética e à educação. Os códigos morais regem a conduta dos membros de uma comunidade, de acordo com princípios de conveniência geral, para garantir a integridade do grupo, a convivência pacífica e o bem-estar dos indivíduos que o constituem. Assim, o conceito de pessoa moral se aplica apenas ao sujeito enquanto parte de uma coletividade. [carece de fontes?]